# 1960年の日本の女性史
本項目1960年の日本の女性史（1960ねんのにほんのじょせいし）では、1960年（昭和35年）の日本における女性に関するできごとを時系列的に挙げる。参考文献は日本の女性史年表を参照のこと。
本項目は歴史研究としての女性史ではなく、日本における女性に関するできごとをある体系に基づいて述べようとするものではない。

## 1～3月
- 1月1日 平塚らいてう等各界婦人、完全軍縮支持・安全保障条約廃棄を訴える声明を発表。
- 1月4日 石川島播磨重工業（現・IHI）、ホームヘルプ制度を実施
- 1月12日 安保調印団渡米反対・悲しみと憤りの母と娘の集会、人権を守る婦人協議会主催、黒枠のプラカードで200人参加。
- 1月12-13日 婦人平和会議・日本婦人法律家協会（現・日本女性法律家協会）・東京YMCA等の諸団体、安保反対声明。
- 1月14日 新安保条約調印全権団激励の婦人の集い、全日本婦人連盟準備会主催、500人参加。
- 1月25日 第9回婦人週間沖縄婦人大会、大会名で、青少年の健全な育成と家庭経済を確立するための施策を琉球政府に要望。
- 2月1日 全国電気通信労働組合（全電通）御堂分会、職場と子どもを守る会を職場内で結成、託児所要求運動開始、大阪で。5月16日 御堂託児所誕生。
- 2月10日 売春対策国民協議会、悪質な斡旋人から若い娘達を守るために正しい労働慣行をつくるよう「雇用関係の正常化についての要望書」提出。
- 2月14日 三井三池争議無期限スト突入、三池主婦会決起集会、1万3000人参加。ストライキの長期化で総評からのカンパ以外の収入を絶たれた組合員は苦しい生活を余儀なくされ、家族の理解・協力なしに争議の継続は考えられなかった。主婦達の争議への積極的な協力は目覚ましく、更に、争議を共に闘うという意識も顕著に見られた。
- 2月16日 女性史研究サークル交流会、大阪で、現代史研究会女性部会・若い女性の集い・大阪府職員組合女性史グループなど。
- 2月13日 山梨市八幡婦人会、婦人文庫を開設。「おくれがちな農村婦人の教養を高めよう」と出稼ぎの収入で。
- 2月23日-25日 第6回漁村青壮年婦人研究グループ実績発表全国大会、全国漁業協同組合連合会主催、1000人参加。漁村婦人が生活改善について初めて研究発表。
- 3月8日 国際婦人デー50周年記念中央集会、市川房枝・野坂龍・山川菊栄ら婦人運動の歴史を語る。全国1000箇所でも集会。
- 3月8日-4月16日 第7回婦人月間「すべての婦人は手をつなぎ、安保改定を阻止しましょう」
- 3月- 衆参婦人議員、酔っぱらい規制特別法制定を目指して準備。

## 4～6月
- 4月1日 文部省の婦人教育予算、一挙に14倍強に増大

前年度663万5000円に対し、1960年度は9327万円に。婦人学級育成費も、前年度245学級に対し1960年度は1413学級に増大。婦人教育調査指導費も新規に開設。
- 4月16日 安保批准阻止全国婦人大会、人権を守る婦人協議会主催、7000人参加。
- 4月17-18日 第5回はたらく婦人の中央集会。安保阻止・三池解雇反対闘争支持・ILO条約100号（同一労働同一賃金）・102号（社会保障の最低基準）・103号（母性保護）の批准を要望する決議。
- 4月21日 日本生産性本部、主婦連会長奥むめおを団長とする消費者教育研究渡米視察団を派遣、商品品質テストや消費者教育の状況を視察。
- 4月21-24日 国際婦人デー50周年国際婦人会議、コペンハーゲンで、日本代表12人出席。
- 4月- 磯野富士子「婦人解放論の混迷」（『朝日ジャーナル』4月10日号）を発表。主婦労働の価値論争の発端となる。
- 5月19日 安保阻止・三池を守る福岡県婦人大会、3000人参加、ホッパー前で。
- 5月19-21日 安保強行採決緊急国会夜間請願デモに東京都教職員組合（都教組）婦人部ほか多数の婦人団体参加。

5月19日 自民党は衆議院本会議で警察官500人を導入し新安保条約の協定を強行採決。直後には15万人のデモ隊が国会議事堂を包囲する等、これ以後新安保条約反対運動が国民的規模に拡がった。
- 5月23日 安保条約国会強行採決の政府・与党へ各婦人団体相ついで抗議、婦人民主クラブ、5婦人団体等。
- 5月25日 国会解散・岸内閣退陣要求婦人大会、提灯デモ、2000人参加。反安保婦人労働者総決起集会、総評婦人部主催、7000人参加。
- 5月28日 岸信介首相が記者会見で「声なき国民の声に耳を傾けるのが我々の責務だ。今あるのは『声ある声』だけだ」と発言[1][2]。
- 5月30日 草の実会、子供づれで安保反対のパラソルデモ
- 6月4日 日本婦人有権者同盟、米有権者同盟へアイゼンハワー米大統領の訪日延期の依頼状を発送。
- 6月4日 上記岸の発言の逆手をとって名付けられた「声なき声の会」の最初のデモがで行われる。虎ノ門を出発したときは思想の科学研究会のサークルメンバーの小林トミと映画助監督の不破三雄の二人だけだったが、この日の解散時には300人以上にふくれ上がった[3]。
- 6月8日 植村環・上代たの、アイゼンハワー米大統領の訪日は不幸、と米国民に共同アピール。
- 6月9日 母親連絡会、アイゼンハワー大統領夫人に大統領の訪日延期の手紙を出すよう呼びかけ。
- 6月10日 主婦連、風呂代値上げで厚生省に抗議。
- 6月11日 関西主婦連、アイゼンハワー米大統領の訪日歓迎を決議。
- 6月11日 日本婦人有権者同盟等6婦人団体、民主主義を守る婦人の集い、集会後請願デモ、「岸内閣退陣と国会の即時解散要求」のチラシ配布、東京で。安保阻止婦人総決起大会、京都府連合婦人会主催、京都で。
- 6月14日 安保粉砕・国会解散・アイゼンハワー訪日反対全大阪婦人総決起大会、700人参加
- 6月15日 安保阻止・岸内閣打倒・国会解散を要求する婦人大会、46婦人団体・1500人提灯デモ
- 6月15日 デモ隊と警官隊との衝突で女子学生が死亡。

国会周辺のデモ隊を右翼が襲撃したことを機に、全学連主流派を中心とするデモ隊が国会構内に突入、警官隊が催涙弾で応戦する等の大混乱の中で東大女子学生樺美智子が死亡した。
- 6月19日 民主主義擁護県民大会、名古屋で。大学教授・子供づれの母親など目立つ、2万人参加。
- 6月30日 東村山郵便局で婦人労働者16人、配転命令に対し「希望がいれられるまで原局にとどまる」と居残り闘争、33県97局387人に拡がった。

このころより、いわゆる三公社五現業の民営化の動きが始まり、労働現場では、命令に服従しなければ処分する式の労働組合への攻勢が強まった。

## 7～12月
- 7月4日 テレビドラマ「日々の背信」放送開始、フジテレビ。昼メロ流行の先駆け。
- 7月10日 大峰山龍泉寺、1300年間女人禁制の境内を開放。入口の「充是不許入女人（これより女人の入るを許さず）」の碑を撤去。
- 7月18日 朝鮮に帰る日本人妻を励ます会結成、松岡洋子ら。
- 7月19日 日本初の婦人大臣誕生、中山マサ厚生大臣。
- 7月21日 バンダラナイケ夫人、世界初の婦人首相となる、スリランカ。
- 7月22日 「総評主婦の会」結成、会員約45万人、労働者家族として労働組合運動を側面的に支えていくことを目的。
- 7月30日 朝鮮帰国第42船歓送婦人実行委員会結成、各婦人団体・労組婦人部等。9月26日 朝鮮帰国歓送の夕べ。10月13-14日 朝鮮帰国第42船歓送、新潟で。
- 8月4-5日 日米婦人法律家の懇談会
- 8月21-23日 第6回日本母親大会、延3万9000人参加、高校全入問題等がテーマ。
- 9月15日 大阪交通バス車掌、売上金納入後の服装検査は行き過ぎで人権侵害の疑いと法務局に訴え。1961年10月18日 法務局、人権侵害と認め、会社に警告。
- 9月- 第21回国際廃娼会議、イギリスで。日本の芸者と韓国の妓生が議論の中心に。
- 10月1日 東京都民生局、家庭福祉員制度をスタート、働く母親が安心して預けられるようにと。
- 10月7日 日本女子登山隊、初めてヒマラヤ登頂に成功。デオ･ティバ、標高6001m。
- 10月15日 「高校学習指導要領」官報告示、女子に「家庭一般」2単位ないし4単位を履修させることが望ましいと明記。
- 11月2日 自民党・教育父母会議・教育委員・民生委員などが中心となり、全日本婦人連盟を結成、家庭の平和・社会の浄化・教育の正常化を目標とする運動方針、2000人参加。
- 11月20日 衆議院議員総選挙、婦人7人当選、投票率女71.23％、男76％
- 11月28日 全国未亡人団体協議会、創立10周年を記念して全国母子福祉大会開催、3000人参加。皇后・秩父宮妃列席。
- 12月3日 京阪神で個人タクシー認可、182人。鶴原資子、個人タクシーの初の女性運転手に。
- 12月15日 売春対策国民協議会、1964年の東京オリンピックまでに売春一掃を提唱、首相・自民党幹事長に要望書提出。
- 12月16日 ILO条約102・103号批准要求婦人大会、総評・中立労連傘下の婦人労働者500人参加。
- 12月26日 長野県で未解放部落出身の1女性、結婚後の差別に苦しみ自殺。

## この年
- 子どもを小児マヒから守る中央協議会結成。ソ連製生ワクチンの輸入を厚生省に認めさせる。
この年夏頃から小児マヒが大流行。当時、効果が期待されるソ連製生ワクチンの輸入を、ソ連が社会主義国であることを理由に厚生省が拒否。子供を背負った母親たちを先頭に約1000人の陳情団で厚生省と交渉、ソ連製生ワクチンの輸入を認めさせた。
- 新しい職業病としてキーパンチャー病が注目され始める。
- 武田薬品工業、小じわ専用栄養クリーム「ビネラ」発売
- 働く母の会、266人の働く母親の育児調査。高齢者やお手伝いさんによる託児76％、保育園利用19％、お手伝いさんの月給4000円、保育園2500円
- 謝国権『性生活の知恵』池田書店、ベストセラーに
- 女子雇用労働者中37.6％が既婚者
- 女性の平均寿命70歳を超える。女性70.19歳、男性65.32歳
- 女性の平均初婚年齢24.4歳
- 乳児死亡率出生1000人当り30.7、妊産婦死亡率出生1万人当り13.1
- 国勢調査、平均世帯人員4.54人
- 警察庁、1959年の売春関係の犯罪状況発表。検挙総数2万2954件、2万167人、売春をさせたり場所を提供等の犯罪は減少。しかし、自分の意思で街頭に立ち客をとる"夜の女"が激増の傾向。
- 安保反対運動が全国的に展開され、テレビ等マスコミもその様子を連日放送。その中で、テレビ画面で伝えられた、全学連が中心に行ったジグザグデモの様子が子供達の大きな興味を引き、"アンポハンタイ遊び"が子供達の間で全国的に爆発的な大流行。腕を組んで隊列を作り、意味も分からぬまま「アンポ、ハンタイ！」と叫びながら駆け足でジグザグに前進するという遊びである。当時の岸首相の孫安倍晋三氏もこの遊びをした記憶があるという。テレビの普及も相俟って、国民を巻き込んだ政治運動の高まりは身近な日常でも感じられる程になり、これまで政治に関心の薄かった家庭の主婦や一般市民をも否応無しに政治に眼を向けさせた。